# Arleuf
Arleuf é uma comuna francesa na região administrativa de Borgonha-Franco-Condado, no departamento Nièvre. Estende-se por uma área de 61,64 km². Em 2010 a comuna tinha 728 habitantes (densidade: 11,8 hab./km²).